# Tour de l'Alt Var 2017
El Tour de l'Alt Var 2017, 49a edició del Tour de l'Alt Var, es disputà entre el 18 i el 19 de febrer de 2017 sobre un recorregut de 360,5 km repartits entre dues etapes. La cursa formava part del calendari de l'UCI Europa Tour 2017, amb una categoria 2.1.
El vencedor final fou, per segon any consecutiu, el francès Arthur Vichot (FDJ), amb el mateix temps que nou ciclistes més. Julien Simon (Cofidis) i Romain Hardy (Fortuneo-Vital Concept) completaren el podi.
Vichot també fou el vencedor de la classificació per punts; Franck Bonnamour (Fortuneo-Vital Concept) guanyà la muntanya i Tom Bohli (BMC Racing Team) la dels joves. El BMC Racing Team fou el millor equip.

## Equips
En aquesta edició hi prendran part 16 equips:
| WorldTeams (3)- AG2R La Mondiale - BMC Racing Team - FDJ Equips continentals professionals (6)- Androni Giocattoli - Cofidis, Solutions Crédits - Delko Marseille Provence KTM - Direct Énergie - Fortuneo-Vital Concept - WB-Veranclassic-Aqua Protect Equips continentals (7)- Amore & Vita-Selle SMP-Fondriest - Armée de terre - HP BTP-Auber 93 - GM Europa Ovini - Kuwait-Cartucho.es - Roth-Akros - Roubaix Lille Métropole |
| |

## Etapes
| Etapa    | Data      | Ciutats d'etapa               | type              | Distància (km) | Vencedor de l'etapa | Líder de la general |
| -------- | --------- | ----------------------------- | ----------------- | -------------- | ------------------- | ------------------- |
| 1a etapa | 18 de feb | Lo Canet dei Mauras – Banhòus | etapa accidentada | 153,7          | Samuel Dumoulin     | Samuel Dumoulin     |
| 2a etapa | 19 de feb | Draguinhan – Draguinhan       | etapa accidentada | 206,8          | Julien Simon        | Arthur Vichot       |

### Etapa 1
| \| Classificació de l'etapa \| Classificació de l'etapa \| Classificació de l'etapa \| Classificació de l'etapa \| Classificació de l'etapa \| \| Corredor \| Corredor \| Equip \| Temps \| \| \| ------------------------ \| ------------------------ \| ---------------------------- \| ------------------------ \| ------------------------ \| \| 1r \| Samuel Dumoulin \| AG2R La Mondiale \| 3h 44' 48" \| \| \| 2n \| Arthur Vichot \| FDJ \| + 0" \| \| \| 3r \| Maxime Vantomme \| WB-Veranclassic-Aqua Protect \| + 0" \| \| \| 4t \| Kevyn Ista \| WB-Veranclassic-Aqua Protect \| + 0" \| \| \| 5è \| Francesco Gavazzi \| Androni-Sidermec-Bottecchia \| + 0" \| \| \| 6è \| Romain Hardy \| Fortuneo-Vital Concept \| + 0" \| \| \| 7è \| Damiano Caruso \| BMC Racing Team \| + 0" \| \| \| 8è \| Julien Simon \| Cofidis, Solutions Crédits \| + 0" \| \| \| 9è \| Bastien Duculty \| Armée de terre \| + 0" \| \| \| 10è \| Lilian Calmejane \| Direct Énergie \| + 0" \| \| |                   |                              |            |
| |                   |                              |            |
| |                   |                              |            |
| Classificació de l'etapa |                   |                              |            |
| Corredor | Corredor          | Equip                        | Temps      |
| 1r | Samuel Dumoulin   | AG2R La Mondiale             | 3h 44' 48" |
| 2n | Arthur Vichot     | FDJ                          | + 0"       |
| 3r | Maxime Vantomme   | WB-Veranclassic-Aqua Protect | + 0"       |
| 4t | Kevyn Ista        | WB-Veranclassic-Aqua Protect | + 0"       |
| 5è | Francesco Gavazzi | Androni-Sidermec-Bottecchia  | + 0"       |
| 6è | Romain Hardy      | Fortuneo-Vital Concept       | + 0"       |
| 7è | Damiano Caruso    | BMC Racing Team              | + 0"       |
| 8è | Julien Simon      | Cofidis, Solutions Crédits   | + 0"       |
| 9è | Bastien Duculty   | Armée de terre               | + 0"       |
| 10è | Lilian Calmejane  | Direct Énergie               | + 0"       |

| \| Classificació general \| Classificació general \| Classificació general \| Classificació general \| Classificació general \| \| Corredor \| Corredor \| Equip \| Temps \| \| \| --------------------- \| --------------------- \| ---------------------------- \| --------------------- \| --------------------- \| \| 1r \| Samuel Dumoulin \| AG2R La Mondiale \| 3h 44' 48" \| \| \| 2n \| Arthur Vichot \| FDJ \| + 0" \| \| \| 3r \| Maxime Vantomme \| WB-Veranclassic-Aqua Protect \| + 0" \| \| \| 4t \| Kevyn Ista \| WB-Veranclassic-Aqua Protect \| + 0" \| \| \| 5è \| Francesco Gavazzi \| Androni-Sidermec-Bottecchia \| + 0" \| \| \| 6è \| Romain Hardy \| Fortuneo-Vital Concept \| + 0" \| \| \| 7è \| Damiano Caruso \| BMC Racing Team \| + 0" \| \| \| 8è \| Julien Simon \| Cofidis, Solutions Crédits \| + 0" \| \| \| 9è \| Bastien Duculty \| Armée de terre \| + 0" \| \| \| 10è \| Lilian Calmejane \| Direct Énergie \| + 0" \| \| |                   |                              |            |
| |                   |                              |            |
| |                   |                              |            |
| Classificació general |                   |                              |            |
| Corredor | Corredor          | Equip                        | Temps      |
| 1r | Samuel Dumoulin   | AG2R La Mondiale             | 3h 44' 48" |
| 2n | Arthur Vichot     | FDJ                          | + 0"       |
| 3r | Maxime Vantomme   | WB-Veranclassic-Aqua Protect | + 0"       |
| 4t | Kevyn Ista        | WB-Veranclassic-Aqua Protect | + 0"       |
| 5è | Francesco Gavazzi | Androni-Sidermec-Bottecchia  | + 0"       |
| 6è | Romain Hardy      | Fortuneo-Vital Concept       | + 0"       |
| 7è | Damiano Caruso    | BMC Racing Team              | + 0"       |
| 8è | Julien Simon      | Cofidis, Solutions Crédits   | + 0"       |
| 9è | Bastien Duculty   | Armée de terre               | + 0"       |
| 10è | Lilian Calmejane  | Direct Énergie               | + 0"       |

### Etapa 2
| \| Classificació de l'etapa \| Classificació de l'etapa \| Classificació de l'etapa \| Classificació de l'etapa \| Classificació de l'etapa \| \| Corredor \| Corredor \| Equip \| Temps \| \| \| ------------------------ \| ------------------------ \| ---------------------------- \| ------------------------ \| ------------------------ \| \| 1r \| Julien Simon \| Cofidis, Solutions Crédits \| 5h 22' 01" \| \| \| 2n \| Julien El Fares \| Delko-Marseille Provence-KTM \| + 0" \| \| \| 3r \| Arthur Vichot \| FDJ \| + 0" \| \| \| 4t \| Mauro Finetto \| Delko-Marseille Provence-KTM \| + 0" \| \| \| 5è \| Jonathan Hivert \| Direct Énergie \| + 0" \| \| \| 6è \| Romain Hardy \| Fortuneo-Vital Concept \| + 0" \| \| \| 7è \| Brent Bookwalter \| BMC Racing Team \| + 0" \| \| \| 8è \| Lilian Calmejane \| Direct Énergie \| + 0" \| \| \| 9è \| Damiano Caruso \| BMC Racing Team \| + 0" \| \| \| 10è \| Arnold Jeannesson \| Fortuneo-Vital Concept \| + 0" \| \| |                   |                              |            |
| |                   |                              |            |
| |                   |                              |            |
| Classificació de l'etapa |                   |                              |            |
| Corredor | Corredor          | Equip                        | Temps      |
| 1r | Julien Simon      | Cofidis, Solutions Crédits   | 5h 22' 01" |
| 2n | Julien El Fares   | Delko-Marseille Provence-KTM | + 0"       |
| 3r | Arthur Vichot     | FDJ                          | + 0"       |
| 4t | Mauro Finetto     | Delko-Marseille Provence-KTM | + 0"       |
| 5è | Jonathan Hivert   | Direct Énergie               | + 0"       |
| 6è | Romain Hardy      | Fortuneo-Vital Concept       | + 0"       |
| 7è | Brent Bookwalter  | BMC Racing Team              | + 0"       |
| 8è | Lilian Calmejane  | Direct Énergie               | + 0"       |
| 9è | Damiano Caruso    | BMC Racing Team              | + 0"       |
| 10è | Arnold Jeannesson | Fortuneo-Vital Concept       | + 0"       |

## Classificació final
| \| Classificació general \| Classificació general \| Classificació general \| Classificació general \| Classificació general \| \| Corredor \| Corredor \| Equip \| Temps \| \| \| --------------------- \| --------------------- \| ---------------------------- \| --------------------- \| --------------------- \| \| 1r \| Arthur Vichot \| FDJ \| 9h 06' 49" \| \| \| 2n \| Julien Simon \| Cofidis, Solutions Crédits \| + 0" \| \| \| 3r \| Romain Hardy \| Fortuneo-Vital Concept \| + 0" \| \| \| 4t \| Damiano Caruso \| BMC Racing Team \| + 0" \| \| \| 5è \| Lilian Calmejane \| Direct Énergie \| + 0" \| \| \| 6è \| Mauro Finetto \| Delko-Marseille Provence-KTM \| + 0" \| \| \| 7è \| Brent Bookwalter \| BMC Racing Team \| + 0" \| \| \| 8è \| Jonathan Hivert \| Direct Énergie \| + 0" \| \| \| 9è \| Arnold Jeannesson \| Fortuneo-Vital Concept \| + 0" \| \| \| 10è \| Julien El Fares \| Delko-Marseille Provence-KTM \| + 8" \| \| |                   |                              |            |
| |                   |                              |            |
| Font: ProCyclingStats |                   |                              |            |
| Classificació general |                   |                              |            |
| Corredor | Corredor          | Equip                        | Temps      |
| 1r | Arthur Vichot     | FDJ                          | 9h 06' 49" |
| 2n | Julien Simon      | Cofidis, Solutions Crédits   | + 0"       |
| 3r | Romain Hardy      | Fortuneo-Vital Concept       | + 0"       |
| 4t | Damiano Caruso    | BMC Racing Team              | + 0"       |
| 5è | Lilian Calmejane  | Direct Énergie               | + 0"       |
| 6è | Mauro Finetto     | Delko-Marseille Provence-KTM | + 0"       |
| 7è | Brent Bookwalter  | BMC Racing Team              | + 0"       |
| 8è | Jonathan Hivert   | Direct Énergie               | + 0"       |
| 9è | Arnold Jeannesson | Fortuneo-Vital Concept       | + 0"       |
| 10è | Julien El Fares   | Delko-Marseille Provence-KTM | + 8"       |

## Evolució de les classificacions
| Etapa               | Vencedor            | Classificació general | Classificació per punts | Classificació de la muntanya | Classificació dels joves | Classificació per equips |
| ------------------- | ------------------- | --------------------- | ----------------------- | ---------------------------- | ------------------------ | ------------------------ |
| 1                   | Samuel Dumoulin     | Samuel Dumoulin       | Samuel Dumoulin         | Marco Bernardinetti          | Tom Bohli                | BMC Racing Team          |
| 2                   | Julien Simon        | Arthur Vichot         | Arthur Vichot           | Franck Bonnamour             | Tom Bohli                | BMC Racing Team          |
| Classificació final | Classificació final | Arthur Vichot         | Arthur Vichot           | Franck Bonnamour             | Tom Bohli                | BMC Racing Team          |